# Klint báltico

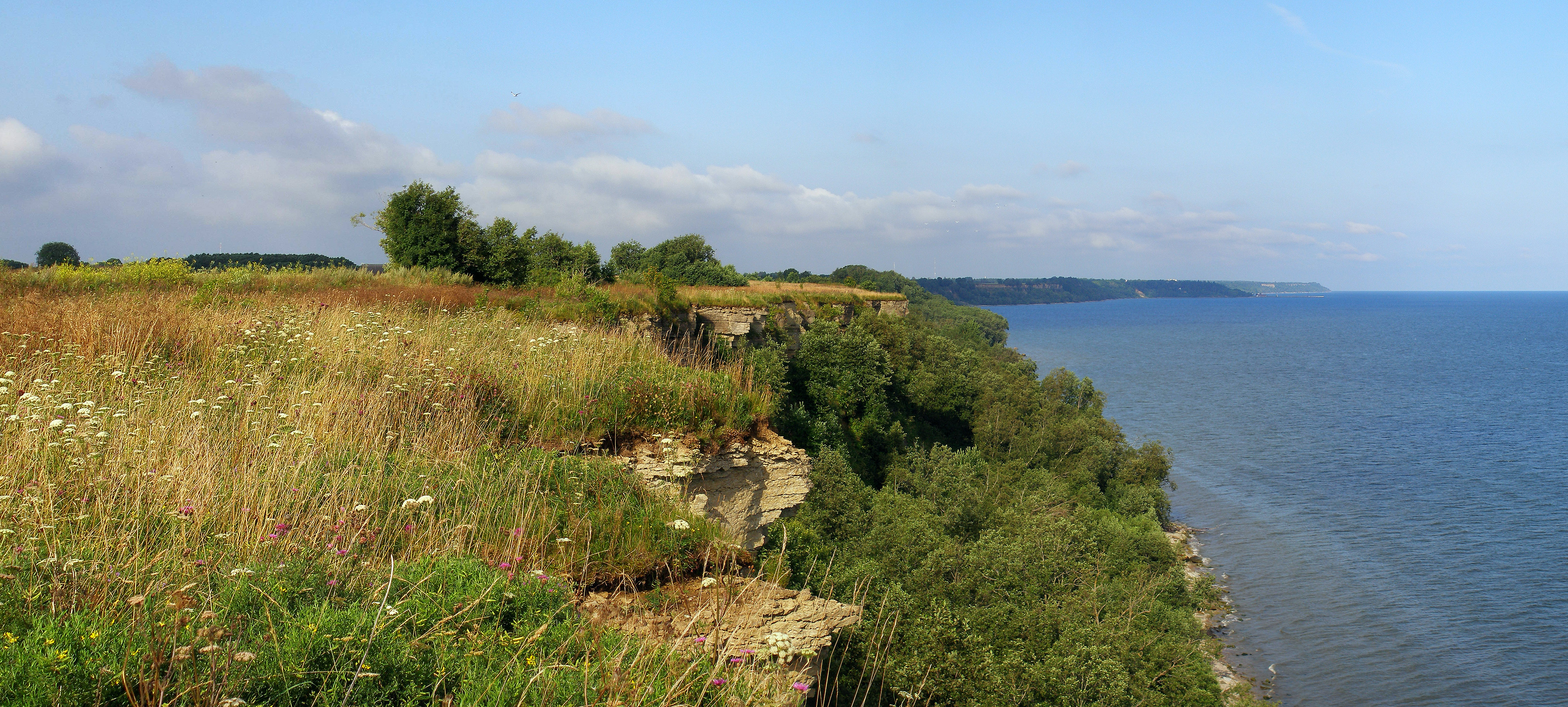
Klint báltico en Ida-Viru, Estonia

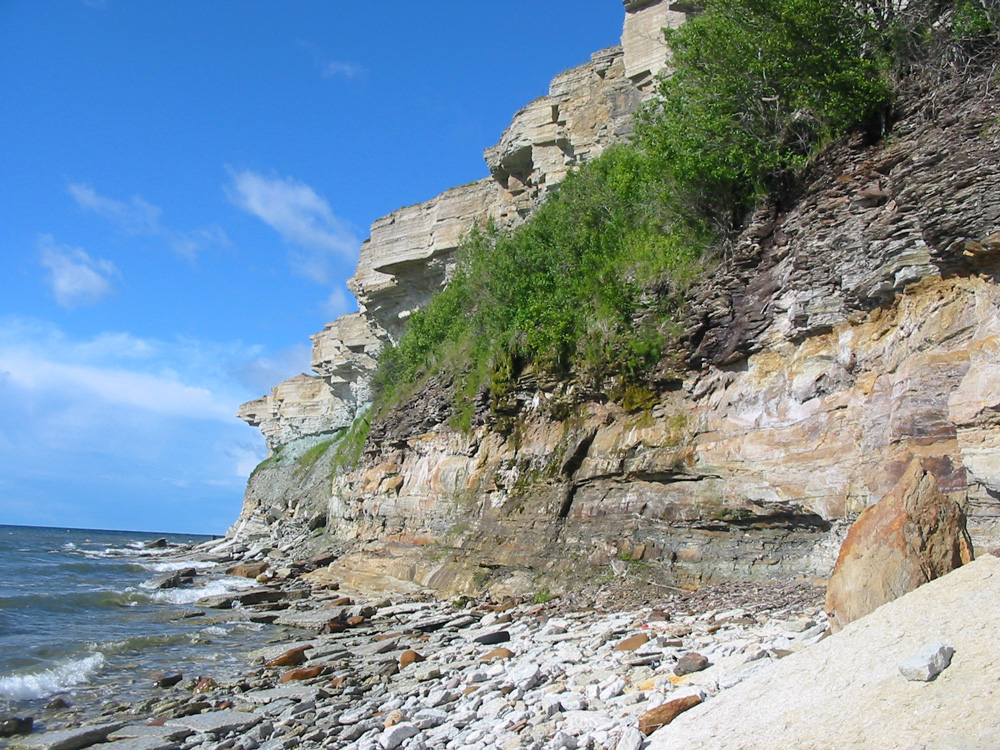
Klint báltico, península de Pakri

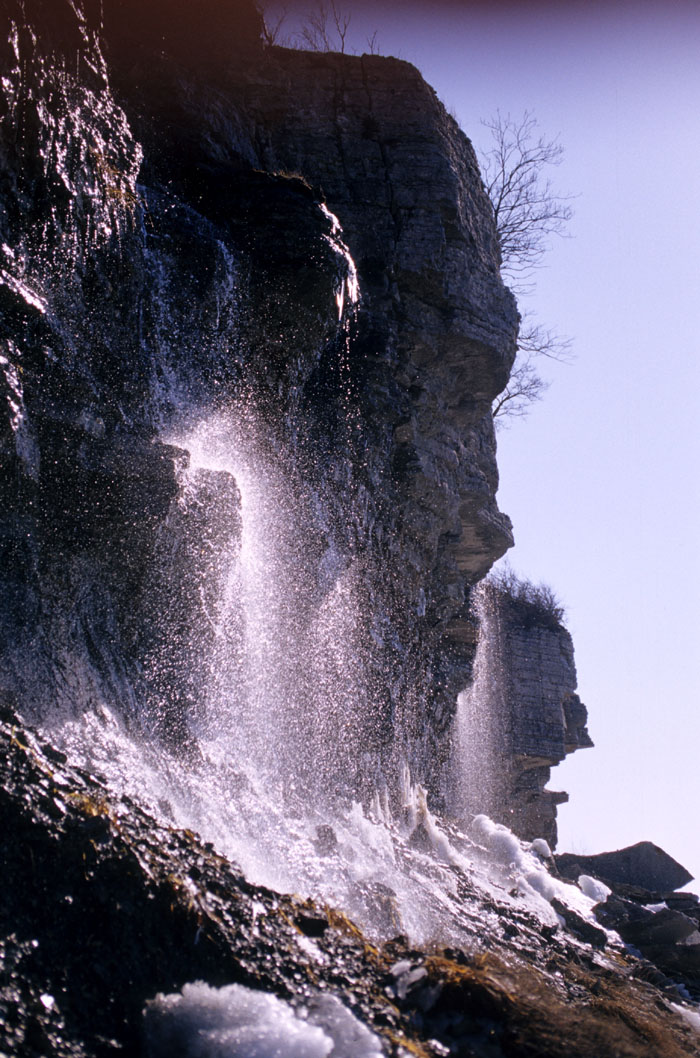
Klint báltico, península de Pakri

El klint báltico (o clint o glint) (en estonio, Balti klint; en ruso, Балтийско-Ладожский уступ, Глинт) es un escarpe o acantilado de caliza fruto de la erosión que puede verse en varias islas del mar Báltico, en Estonia y en el óblast de Leningrado de Rusia. 
Se extiende aproximadamente 1200 km, desde la isla de Öland, en Suecia, a través de la plataforma continental y las islas estonias de Osmussaar y Suur-Pakri, hasta Paldiski, luego a lo largo de la orilla meridional del golfo de Finlandia y el río Nevá hasta la región al sur del lago Ladoga, en Rusia, donde desaparece por debajo de deposiciones más modernas de sedimentos. 
El acantilado alcanza los 55,6 metros en su parte más alta en Ontika, parroquia de Kohtla, condado de Ida-Viru de Estonia. Está cortada por numerosos ríos (incluyendo el río Narva, el Luga, el Izhora, el Tosna), muchos de los cuales forman cascadas y rápidos. La cascada de Valaste (en la parroquia de Kohtla) es la más alta de ellas, con 25 m. El klint báltico está representado en el reverso del billete de 100 coronas estonias.

## Galería de imágenes

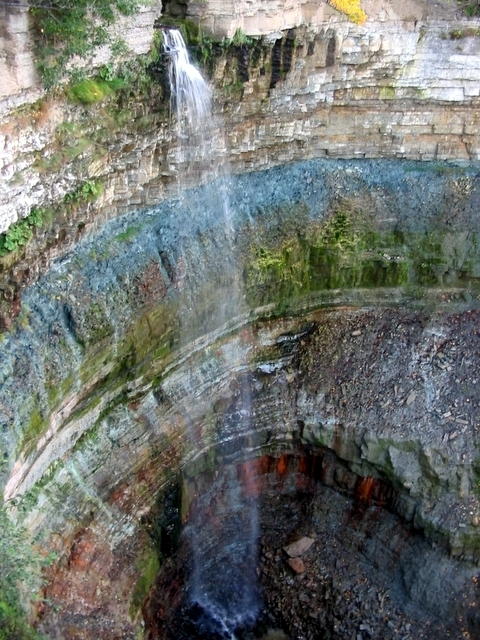
Cascada de Valaste
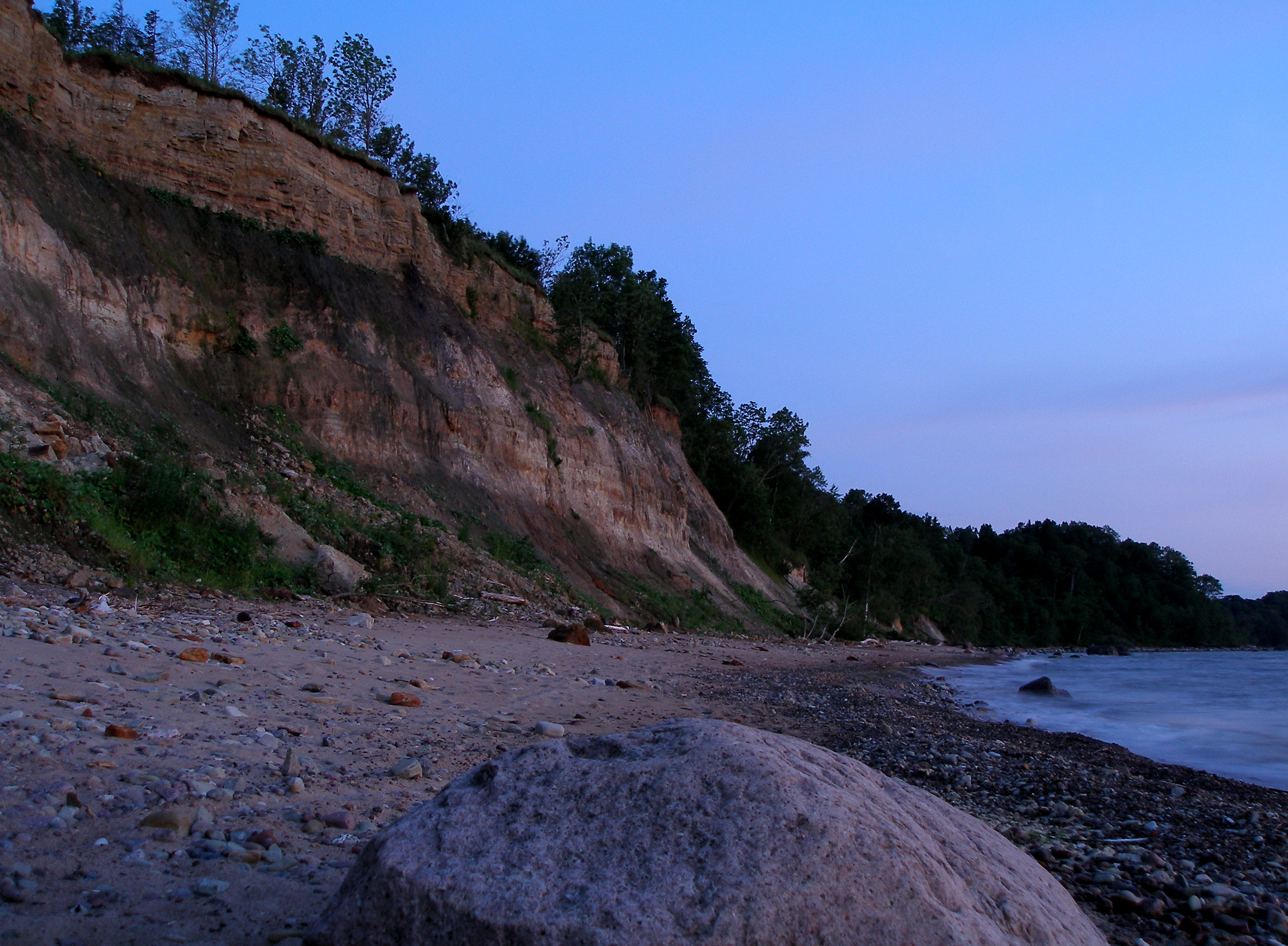
Klint al norte Estonia
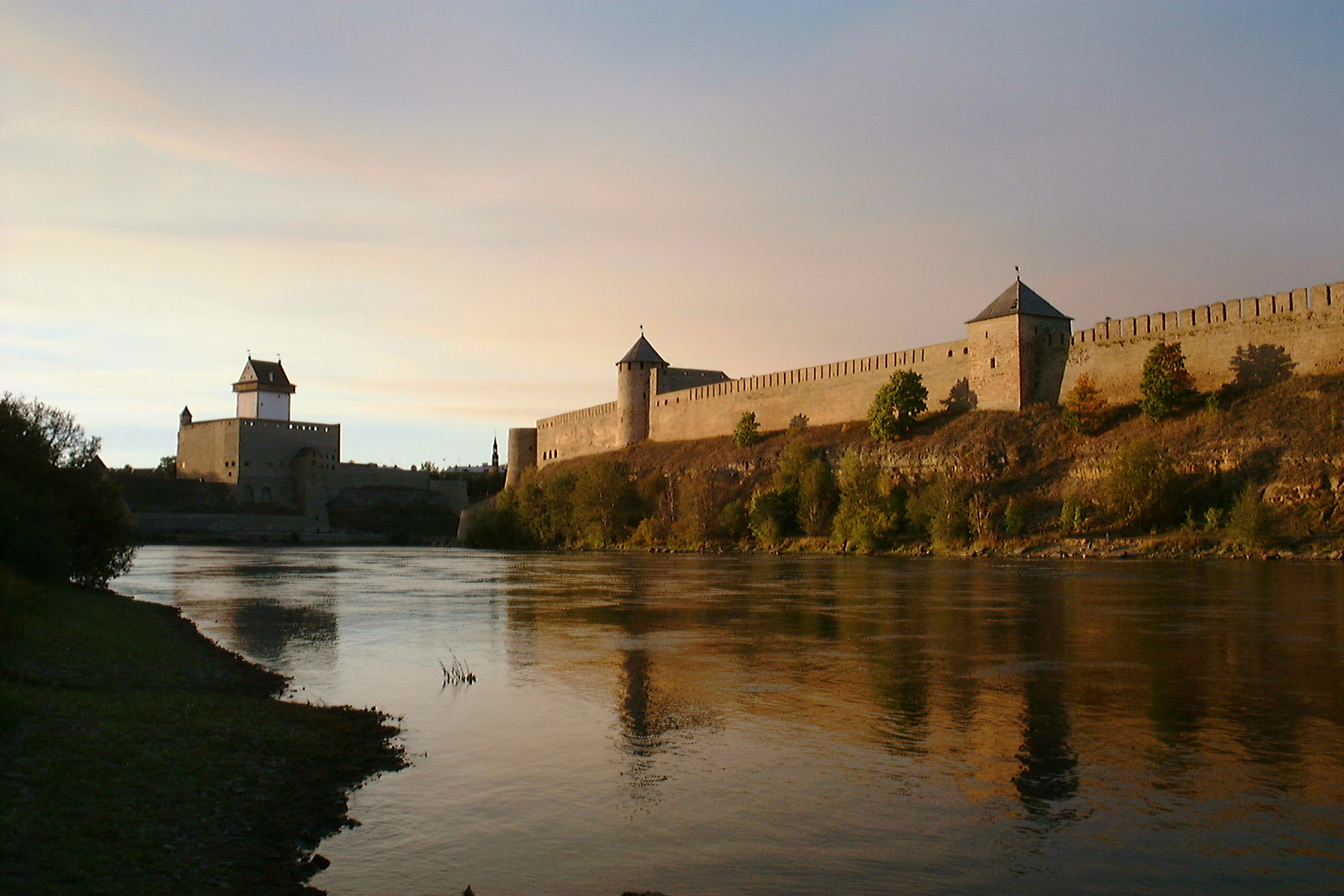
La fortaleza de Ivangorod, sobre el acantilado de piedra caliza